# Lamprolectica apicistrigata
Lamprolectica apicistrigata là một loài bướm đêm thuộc họ Gracillariidae. Nó được tìm thấy ở Nam Phi, Nigeria và Gambia.
Ấu trùng ăn Deinbollia oblongifolia. Chúng có thể ăn lá nơi chúng làm tổ.